# Julius Windisch
Julius Windisch (* 7. September 1995 in Stuttgart) ist ein deutscher Jazz- und Improvisationsmusiker (Piano, Synthesizer, Komposition).

## Leben und Wirken
Windisch wuchs in Offenburg auf, wo er bis zum Abitur am Schillergymnasium in der Schul-Bigband spielte. Er studierte von 2014 bis 2017 an der Hochschule der Künste Bern bei Django Bates und Colin Vallon, um dann bis 2019 ein Masterstudium am Rytmisk Musikkonservatorium in Kopenhagen, dem Jazz-Institut Berlin und dem Conservatorium van Amsterdam zu absolvieren. 2015 und 2016 war er Stipendiat der Stiftung Lyra in Zürich.
Mit eigenen Bands trat Windisch in den letzten Jahren in ganz Europa auf. Mit seinem Quartett, zu dem der Saxophonist Sölvi Kolbeinsson, der Bassist Felix Henkelhausen und Schlagzeuger Max Santner gehören, veröffentlichte er 2020 bei Hout Records das Album Chaos, das gute Kritiken erhielt. Mit Igor Spallati und Fermín Merlo am Schlagzeug in seinem Trio stellte er 2021 im Deutschlandfunk „spannende und sehr farbenreiche Musik“ vor. „Lyrische, fragile Stimmungen fügen sich mit kraftvoll-energetischen Passagen wunderbar zusammen.“ In dieser Besetzung erschien 2021 das Album Pros and Cons bei Double Moon Records.
Weiterhin spielte Windisch mit Fabian Dudek, Dan Peter Sundland  und Moritz Baumgärtner das Album Collective Consciousness ein. Er gründete zudem ein Trio mit Leif Berger und Simon Jermyn, das für eine Tour im Herbst 2021 um die Cellistin Elisabeth Coudoux verstärkt wurde und das Album Live at Loft (Bandcamp 2022) einspielte. 2023 tourte er im Quartett mit Coudoux, Jermyn und der Schlagzeugerin Mariá Portugal. Mit seiner Band Immerweiter (mit Pascal Klewer, Sofia Eftychidou, Marius Wankel) legte er bei Boomslang Records das Album In Its Own Pace (2023) vor. Daneben trat er mit Peter Bruun, Kresten Osgood, Philipp Gropper, Bernhard Meyer und Tristan Renfrow auf. Zu hören ist er auf Moritz Stahls Album Traumsequenz (2024) und auf Maxine Troglauers Produktion Hymn (2025).